# Manchester United (serie)
Manchester United es una saga de videojuegos de simulación futbolística desarrollados por Krisalis a mediados de los años 1990 que estaban licenciados por el Manchester United FC. Posteriormente Codemasters volvió a usar la licencia para hacer títulos de su saga Club Football.

## Juegos de la saga
Juegos programados por Krisalis en orden de publicación:
- Manchester United (1990)[1]
- Manchester United Europe (1991)[2]
- Manchester United: Premier League Champions (1994)[3]
- Manchester United Premier League Champions 1994-95 Season Data Disk (1994)[4]
- Manchester United: The Double (1995)[5]

Juegos de Codemasters en orden de publicación (dentro de su línea Club Football):
- Manchester United Manager 2005 (2004)[7]
- Manchester United Soccer 2005 (2005)[8]

El juego Champions World Class Soccer no es de esta saga aunque aparezca Ryan Giggs en su portada.